# Kokkenhauseni csata
A Kokkenhauseni csata lengyelül Bitwa pod Kokenhausen 1601. június 23-án a livóniai Kokkenhausen (ma Koknese, Lettország) mellett aratott lengyel győzelem a svédek felett.
Lengyelország és Svédország között háború tört ki 1600-ban III. Zsigmond lengyel király detronizációja és Livónia birtoklása okán. Stockholmban a hatalmat átvevő Södermanland hercege egy tekintélyes sereg élén (4000 lovas, 1000 gyalogos) elküldte fiát Károly svéd herceget, hogy foglalja el az országot. Vele szemben a litván Krzysztof „Piorun” Radziwiłł 2900 lovassal, 300 gyalogossal és kozákokkal állt ellen Kokenhausennél, mely település egyike volt a Német Lovagrend által alapított városoknak.
A csata előtt Radziwiłł két csoportba osztotta lovasságát, melyet rendkívül fürge és rohamozásban nagyon hatékony páncélos huszárok alkottak, akiknek lovassági lándzsájukhoz tollak is csatlakoztak, melyek suhogtak a szélben. Az első csapatba a legkiválóbb katonák kerültek, s ez lett a sereg magva.

A csata során a lengyelek oldalán küzdő kozákok jelentős sikereket értek el a svéd lovassággal szemben, s visszaszorították őket az egyik szárnyon. Ezt követően Krysztof Dorohostajski lovasainak támadása révén lehetővé vált a teljes ellentámadás, s ez eldöntötte az ütközetet. A svédek bár keményen harcoltak, de végül alulmaradtak és megfutamodtak. Ez volt az első legjelentősebb győzelem a svédek felett Livóniában. A csatában a lengyelek nyolcvan, vagy száz embert vesztettek, a svédek kétezret.
A továbbiakban Weisenstein mellett sikerül leverni egy nagyobb svéd sereget Jan Karol Chodkiewicz litvániai hetmannak, azután a kircholmi ütközetben kerül sor újabb fényes lengyel győzelemre.

## Fordítás
- Ez a szócikk részben vagy egészben  a   Bitwa_pod_Kokenhausen című lengyel Wikipédia-szócikk fordításán alapul.  Az eredeti cikk szerkesztőit annak laptörténete sorolja fel. Ez a jelzés csupán a megfogalmazás eredetét és a szerzői jogokat jelzi, nem szolgál a cikkben szereplő információk forrásmegjelöléseként.